# Trichomanes wildii
Trichomanes wildii là một loài dương xỉ trong họ Hymenophyllaceae. Loài này được Bail. mô tả khoa học đầu tiên năm 1891.
Danh pháp khoa học của loài này chưa được làm sáng tỏ. 